# ورزشگاه اندر گلرت اشتراسه
ورزشگاه اندر گلرت اشتراسه (به آلمانی: Stadion an der Gellertstraße) یک ورزشگاه فوتبال واقع در شهر کمنیتس، آلمان است. این استادیوم ورزشگاه خانگی تیم فوتبال کمنیتس است. این ورزشگاه در بین سالهای ۱۹۵۰ تا ۱۹۹۰ با نام ورزشگاه دکتر کورت دبلیو فیشر شناخته می‌شد. بعدها نام کوچک این استادیوم به فیشر ویزر تبدیل شد.